# Бад Зобернхајм
Бад Зобернхајм (њем. Bad Sobernheim) град је у њемачкој савезној држави Рајна-Палатинат. Једно је од 119 општинских средишта округа Бад Кројцнах. Према процјени из 2010. у граду је живјело 6.459 становника. Посједује регионалну шифру (AGS) 7133501.

## Географски и демографски подаци
Бад Зобернхајм се налази у савезној држави Рајна-Палатинат у округу Бад Кројцнах. Град се налази на надморској висини од 141-420 метара. Површина општине износи 54,0 km². У самом граду је, према процјени из 2010. године, живјело 6.459 становника. Просјечна густина становништва износи 120 становника/km².

## Међународна сарадња
| Мјесто | Држава    | Врста сарадње | Од    |
| ------ | --------- | ------------- | ----- |
|        | Француска | партнерство   | 1981. |
| Извор  |           |               |       |